# 빌 디블라지오
빌 디블라지오 (Bill de Blasio, 어린 시절 이름은 Warren Wilhelm, Jr.; 1961년 5월 8일 ~ )는 뉴욕시의 제109대 시장이다. 2013년 11월 5일에 실시된 시장 선거에서 민주당 소속 후보로 출마하여 73%라는 압도적 득표율로 당선되었다. 디블라지오는 뉴욕의 사회 변혁을 최우선으로 하겠다고 밝혔다.

## 역대 선거 결과
| 선거명      | 직책명                   | 대수  | 정당   | 득표율 | 득표수    | 결과 | 당락                 |
| ----------- | ------------------------ | ----- | ------ | ------ | --------- | ---- | -------------------- |
| 2001년 선거 | 시의원 (뉴욕 제39선거구) | 69대  | 민주당 | 71.04% | 18,131표  | 1위  | 뉴욕 시의원 당선     |
| 2003년 선거 | 시의원 (뉴욕 제35선거구) | 70대  | 민주당 | 72.04% | 9,461표   | 1위  | 뉴욕 시의원 당선     |
| 2005년 선거 | 시의원 (뉴욕 제35선거구) | 71대  | 민주당 | 83.44% | 17,554표  | 1위  | 뉴욕 시의원 당선     |
| 2009년 선거 | 뉴욕시 공익옹호관        | 3대   | 민주당 | 77.56% | 724,629표 | 1위  | 뉴욕 공익옹호관 당선 |
| 2013년 선거 | 뉴욕 시장                | 109대 | 민주당 | 73.15% | 795,679표 | 1위  | 뉴욕 시장 당선       |
| 2017년 선거 | 뉴욕 시장                | 109대 | 민주당 | 66.17% | 760,112표 | 1위  | 뉴욕 시장 당선       |